# Manordeifi
Manordeifi (en anglais) ou Maenordeifi (en gallois) est une communauté du Pembrokeshire, au pays de Galles.

## Toponymie
Manordeifi signifie « manoir sur la Teifi », aussi bien en anglais qu'en gallois. Il est attesté pour la première fois en 1219 sous la forme Mamardeyvi.

## Géographie
Manordeifi est située dans le nord-est du Pembrokeshire, à la frontière du Ceredigion au nord et du Carmarthenshire à l'est. Ces frontières suivent le cours de la Teifi et de son affluent la Cych (en), respectivement. Un autre affluent de la Teifi, la Morgennau, délimite la communauté à l'ouest. Les villes les plus proches sont Cardigan, dans le Ceredigion, à 9 km au nord-ouest, et Newcastle Emlyn, dans le Carmarthenshire, à 9 km à l'est. Le chef-lieu du Pembrokeshire, Haverfordwest, se trouve à une quarantaine de kilomètres au sud-ouest.
La communauté de Manordeifi se compose de deux gros villages, Abercych (en) et Newchapel / Capel Newydd (cy), ainsi que des hameaux de Carregwen (cy) et Pontrhydyceirt (cy).

## Politique
Pour les élections locales, Manordeifi forme un ward (district électoral) avec les communautés voisines de Boncath et Clydau qui élit un des 60 membres du conseil de comté du Pembrokeshire (en). Lors des élections locales de 2022, le siège de Boncath and Clydau est remporté par le candidat indépendant Iwan Stuart Ward.
Pour les élections à la Chambre des communes, Manordeifi appartient à la circonscription de Ceredigion Preseli depuis les élections générales de 2024.
Pour les élections au Parlement gallois, Manordeifi est rattachée à la circonscription de Preseli Pembrokeshire.

## Démographie
Au recensement de 2011, la communauté de Manordeifi comptait 551 habitants.
| 1801 | 1811 | 1821 | 1831 | 1841 | 1851 | 1881 |
| ---- | ---- | ---- | ---- | ---- | ---- | ---- |
| 745  | 693  | 839  | 850  | 963  | 956  | 756  |

| 1891 | 1901 | 1911 | 1921 | 1931 | 1951 | 1961 |
| ---- | ---- | ---- | ---- | ---- | ---- | ---- |
| 691  | 631  | 606  | 640  | 567  | 602  | 478  |

| 1971 | 1981 | 1991 | 2001 | 2011 | - | - |
| ---- | ---- | ---- | ---- | ---- | - | - |
| 385  | ?    | ?    | ?    | 551  | - | - |

## Culture locale et patrimoine

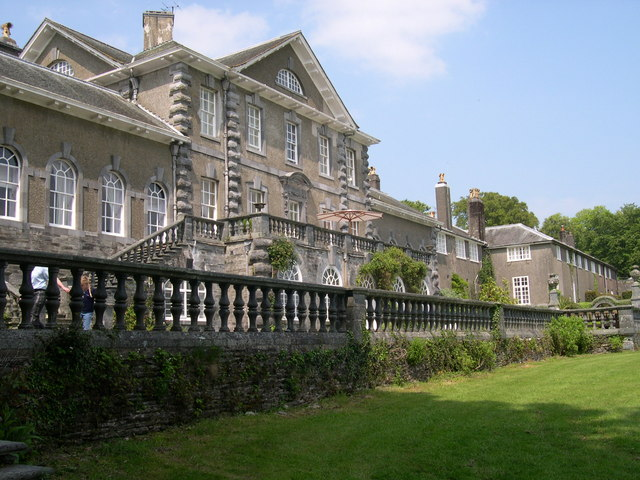
Le manoir de Ffynone en 2004.

La communauté de Manordeifi comprend 40 monuments classés. 
L'ancienne église paroissiale de Manordeifi (en), dédiée à saint David, se trouve en zone inondable sur la rive gauche de la Teifi. Le bâtiment est d'origine médiévale, remontant peut-être au XIVe siècle. Elle subit quelques modifications au XVIIIe siècle et des réparations (toujours dans le style georgien) au début du XIXe siècle, mais elle finit par être abandonnée en 1899 au profit d'une église située plus en hauteur, à l'abri des crues de la Teifi. De nouvelles réparations prennent place au XXe siècle et l'église Saint-David, monument classé de grade II* depuis 1994, se trouve au début du XXIe siècle sous la garde de l'association caritative Friends of Friendless Churches (en). Une réplique de coracle, bateau utilisé par les paroissiens lors des crues, y est conservée.
Le manoir de Ffynone (en) est construit entre 1792 et 1799 par l'architecte John Nash pour le compte du colonel John Colby. Son descendant John Vaughan Colby fait appel à l'architecte et paysagiste Inigo Thomas (en) pour remodeler le bâtiment et concevoir de nouveaux jardins entre 1902 et 1907. C'est un monument classé de grade I depuis 1952.